# Rouen Normandie Rugby
Maillots
Actualités
Dernière mise à jour : 6 décembre 2024.
Le Rouen Normandie Rugby, anciennement appelé Stade rouennais,  est un club français de rugby à XV fondé en 2009 et basé à Rouen. Il évolue en Nationale depuis 2024, après cinq saisons en Pro D2.

## Histoire

### Rugby club de Rouen
Jusqu’aux années 1920, le rugby à XV rouennais a vécu dans l’ombre du voisin du Havre, le port par lequel le rugby était arrivé en France dans les années 1870. La fondation de l’équipe du grand lycée de la ville, le lycée Corneille, en 1890, constitue la première apparition du ballon ovale dans la capitale régionale, mais le premier vrai club n’apparaît qu’après la fin de la Première Guerre mondiale (1923, date de naissance retenue officiellement par le club). Ce n’est qu’à la fin de la Seconde Guerre mondiale que le club apparaît sous sa forme définitive (1946). Celui-ci rejoint rapidement la troisième division (dite division d'Excellence) en 1954, et attend près de vingt ans pour accéder à la deuxième division (1972). Le club a alors le vent en poupe et manque d’un rien l’accession au groupe B en 1977. À cette époque, le club forme un certain nombre de joueurs dont Jean-François Phliponeau, qui connaîtra les honneurs de l’Équipe de France sous les couleurs de Montferrand, avant de disparaître tragiquement, foudroyé sur un terrain à l’occasion d’un match avec l’ASM.
Pendant les années 1970 et 90, le club se maintiendra dans les championnats nationaux (deuxième ou troisième division).
En 1995, Rouen est finaliste du challenge de l'Essor contre le SA Saint-Sever.
À l’issue de la saison 2005-2006, la Fédération française de rugby octroie au RCR, au vu de ses résultats sportifs et de ses efforts de gestion, la place laissée vacante en Fédérale 1 par la fusion du Stade bordelais et du CA Bordeaux-Bègles Gironde, favorisant ainsi l’implantation dans l’élite du rugby amateur d’un club situé dans une région où ce sport est encore peu répandu.
2009 sera la fin d'une belle aventure. À la suite d'une faillite, le comité directeur n'a plus qu'à jeter l'éponge.

### Création du Stade rouennais
Depuis les années 1995-1998, la direction du club est incapable de trouver les finances nécessaires à satisfaire ses ambitions. Le déficit de 800 000 FF en 2002 devient un trou de 700 000 € en 2009. La faillite est reconnue par le comité directeur et le tribunal en a été saisi pour déclaration le 4 avril 2009.
Le rugby, sport historique à Rouen ne pouvait pas disparaître. Le Stade rouennais rugby est créé et permet aux amateurs de repartir dans la compétition 2009-2010 en division fédérale 3. Marc-Antoine Troletti, en devient le président.
En 2013, le club accède au championnat de Fédérale 2 après une victoire contre Beauvais. Le président Marc-Antoine Troletti, ambitieux, décide de confier les rênes de l'équipe à l'ancien demi de mêlée international anglais Richard Hill, finaliste de la Coupe du monde 1991 en tant que joueur. Richard Hill amène avec lui de nombreux joueurs anglais : Joe Ellyatt, Luke Cozens, Ben Mercer ou encore Ed Carne. Les premiers résultats sont probants puisque le Stade Rouennais occupe la première place de sa poule après trois journées, dont un mémorable 56-20 contre Auxerre.
En 2014, Rouen est huitième de finaliste Fédérale 2, battu par Soyaux Angoulême, le futur champion de France.
En 2015, Rouen est quart de finaliste Fédérale 2, battu par le RC Strasbourg (20-16), le futur champion de France. le club accède en Fédérale 1.
En 2016, Rouen est quart de finaliste Fédérale 1, battu par le SO Chambéry, le futur champion de France.
En 2017, Rouen remporte le Trophée Jean Prat.

### Rouen Normandie Rugby
Le club change d'identité à l'intersaison 2017 : il est alors renommé Rouen Normandie Rugby, ; le changement de nom est effectif auprès de la FFR le 8 juillet.
En mai 2018, le club a joué la finale d'accession en Pro D2 pour la première fois de son histoire, contre l'USB, mais s'est incliné 42-50 sur le cumulé des deux confrontations.
Le 1er juin 2019 le Rouen NR est promu en Pro D2 pour la saison 2019-2020 après avoir éliminé Albi en demi-finale de Fédérale 1 après un match retour où l'arbitrage fera l'objet de commentaires.
Rouen devient ensuite champion de France de Fédérale 1 en disposant à la dernière minute du match du Valence Romans DR en finale.
Rouen est 15e de Pro D2 en 2019-2020 avant l'arrêt de championnat en raison de la pandémie de Covid-19.
Le demi d'ouverture du club Jordan Michallet, âgé de 29 ans, à Rouen depuis 2018, perd la vie le 18 janvier 2022.
Malgré cet évènement dramatique, le club termine à la quatorzième place du Championnat à l'issue de la saison régulière, obtenant de justesse son maintien.
La saison suivante, Rouen termine douzième du Championnat de Pro D2 2023.

## Identité visuelle

### Couleurs et maillots
Noir et blanc ou Noir et Rouge
‌

### Logo
Le club change en 2017 de logo, en parallèle de son nouveau nom officiel.

Évolution du logo
Dernier logo du RC Rouen lors de la saison 2008-2009
Logo abandonné en 2017.
Logo de 2017 à 2019.
Logo depuis 2019.

‌

## Palmarès

### Détail du palmarès
| Compétitions nationales                         |
| Championnat de Fédérale 1 - Champion (1) : 2019 |
| Trophée Jean Prat - Vainqueur (1) : 2017        |

### Finales disputées
| Date de la finale | Compétition               | Vainqueur | Score | Finaliste         | Lieu de la finale             | Spectateurs |
| ----------------- | ------------------------- | --------- | ----- | ----------------- | ----------------------------- | ----------- |
| 10 juin 2019      | Championnat de Fédérale 1 | Rouen NR  | 29-15 | AS Mâcon          | Oyonnax, stade Charles-Mathon | 1 500       |
| 1er juin 2017     | Trophée Jean Prat         | Rouen NR  | 30-25 | Valence Romans DR | stade Jean-Laville, Gueugnon  | 2 000       |

Rugby club de Rouen :
| Date de la finale | Compétition          | Vainqueur        | Score | Finaliste           | Lieu de la finale                         | Spectateurs |
| ----------------- | -------------------- | ---------------- | ----- | ------------------- | ----------------------------------------- | ----------- |
| 1995              | Challenge de l'Essor | SA Saint-Séverin | 28-12 | Rugby club de Rouen | stade Jacques Dutin, Villeneuve-de-Marsan | 500         |

## Personnalités du club

### Effectif professionnel 2021-2022
| Nom                       | Naissance         | Nationalité sportive | International | Dernier club          | Arrivée au club |
| Talonneurs                | Talonneurs        | Talonneurs           | Talonneurs    | Talonneurs            | Talonneurs      |
| ------------------------- | ----------------- | -------------------- | ------------- | --------------------- | --------------- |
| Mathieu Bonnot            | 27 juillet 1994   | France               | -             | Stado Tarbes          | 2019            |
| Fabien Dorey              | 22 janvier 1990   | France               | -             | SC Albi               | 2017            |
| Jean-Étienne Lesueur      | 6 janvier 1998    | France               | -             | Formé au club         | 2019            |
| Maile Ngauamo             | 15 août 1993      | Tonga                |               | Brisbane City         | 2022            |
| Piliers                   |                   |                      |               |                       |                 |
| Alexandru Arnautu         | 17 septembre 2001 | Roumanie             | -             | USON Nevers Rugby     | 2020            |
| Karlen Asieshvili         | 21 avril 1987     | Géorgie              |               | CA Brive              | 2020            |
| Jérémy Clamy-Edroux       | 30 janvier 1991   | France               | -             | RC Massy Essonne      | 2013            |
| Omar Dahir                | 24 avril 1994     | France               | -             | RC Suresnes           | 2020            |
| Antoine Fournier          | 17 août 1988      | France               | -             | US Carcassonne        | 2019            |
| Dylan Jacquot             | 6 février 1995    | France               | -             | FC Grenoble           | 2021            |
| Hugo N'Diaye              | 18 août 2000      | France               | -             | Lyon OU               | 2022            |
| Alexandru Țăruș           | 9 mai 1989        | Roumanie             |               | Zebre                 | 2021            |
| Phil Swainston            | 12 décembre 1989  | Angleterre           | -             | Harlequins            | 2020            |
| Cody Thomas               | 1er mars 1996     | Portugal             |               | CA Brive              | 2022            |
| Khvicha Tsopurashvili     | 2 février 2000    | Géorgie              | -             | Stade français Paris  | 2021            |
| Deuxièmes lignes          |                   |                      |               |                       |                 |
| John-Charles Astle        | 30 août 1990      | Afrique du Sud       | -             | Southern Kings        | 2020            |
| Lucas Cazac               | 5 juillet 1991    | France               | -             | RC Massy Essonne      | 2019            |
| Jonathan Giraud           | 9 janvier 1989    | France               | -             | US Bressane           | 2017            |
| Shay Kerry                | 10 février 1995   | Angleterre           | -             | Jersey Reds           | 2021            |
| Jean Leleu                | 5 août 1999       | France               | -             | Formé au club         | 2020            |
| Marvin Woki               | 13 novembre 1996  | France               | -             | Stado Tarbes PR       | 2020            |
| Troisièmes lignes         |                   |                      |               |                       |                 |
| Tienie Burger             | 1er novembre 1993 | Afrique du Sud       | -             | Southern Kings        | 2021            |
| Lucas Costa               | 9 octobre 2001    | France               | -             | RC Metz Moselle       | 2021            |
| Abdelkarim Fofana         | 16 février 1996   | Sénégal              |               | RC Suresnes           | 2021            |
| Jonathan Lauvray-Prugnaud | 20 juillet 2000   | France               | -             | Formé au club         | 2019            |
| Willy Ndiaye              | 10 septembre 1997 | France               | -             | Valence Romans DR     | 2021            |
| Valentino Mapapalangi     | 18 juillet 1993   | Tonga                |               | Leicester Tigers      | 2019            |
| Samuel Maximin            | 30 avril 2001     | France               | -             | Montpellier HR        | 2022            |
| Fabien Vincent            | 8 mars 1991       | France               | -             | Stade rochelais       | 2013            |
| Psalm Wooching            | 16 janvier 1994   | États-Unis           |               | San Diego Legion      | 2021            |
| Demis de mêlée            |                   |                      |               |                       |                 |
| Michael Baska             | 17 novembre 1994  | États-Unis           |               | Utah Warriors         | 2022            |
| Bastien Cazale-Debat      | 19 mai 1993       | France               | -             | Stade nantais         | 2017            |
| Joris Lezat               | 4 octobre 1995    | France               | -             | HAC rugby             | 2021            |
| Erwan Nicolas             | 4 mai 1995        | France               | -             | Soyaux Angoulême XV   | 2020            |
| Demis d'ouverture         |                   |                      |               |                       |                 |
| Jordan Michallet ✝        | 10 janvier 1993   | France               | -             | RC Strasbourg         | 2018            |
| Shane O'Leary             | 12 mars 1993      | Canada               |               | Nottingham RFC        | 2020            |
| Daniel Waite              | 8 avril 1996      | Nouvelle-Zélande     |               | Taranaki              | 2022            |
| Centres                   |                   |                      |               |                       |                 |
| Taylor Gontineac          | 6 juillet 2000    | Roumanie             |               | ASM Clermont Auvergne | 2021            |
| John Thomas Jackson       | 10 juillet 1996   | Afrique du Sud       | -             | Southern Kings        | 2021            |
| Baptiste Lafond           | 23 mai 1998       | France               |               | Racing 92             | 2019            |
| Alex Luatua               | 17 mai 1992       | Nouvelle-Zélande     | -             | US Montauban          | 2021            |
| Ope Peleseuma             | 11 février 1992   | Samoa                |               | Valence Romans DR     | 2020            |
| Ailiers                   |                   |                      |               |                       |                 |
| Dean Adamson              | 12 avril 1993     | Angleterre           | -             | Bedford Blues         | 2020            |
| Amidou Marciniek          | 14 janvier 2001   | France               | -             | Olympique marcquois   | 2021            |
| Nadir Megdoud             | 26 mars 1997      | Algérie              |               | RC Beauvais           | 2021            |
| Audric Sanlaville         | 17 octobre 1998   | France               | -             | US bressane           | 2021            |
| Paul Surano               | 25 août 1998      | France               | -             | Formé au club         | 2016            |
| Belgium Tuatagaloa        | 19 septembre 1989 | Samoa                |               | London Irish          | 2020            |
| Arrières                  |                   |                      |               |                       |                 |
| Kévin Milhorat            | 15 septembre 1989 | France               | -             | Provence rugby        | 2014            |
| Peter Lydon               | 19 octobre 1992   | Pays-Bas             |               | Ealing Trailfinders   | 2020            |
| Marius Marty              | 22 février 2000   | France               | -             | CA Brive              | 2022            |

### Joueurs emblématiques
- Clément Dupont
- Jean-François Phliponeau
- Nigel Horton

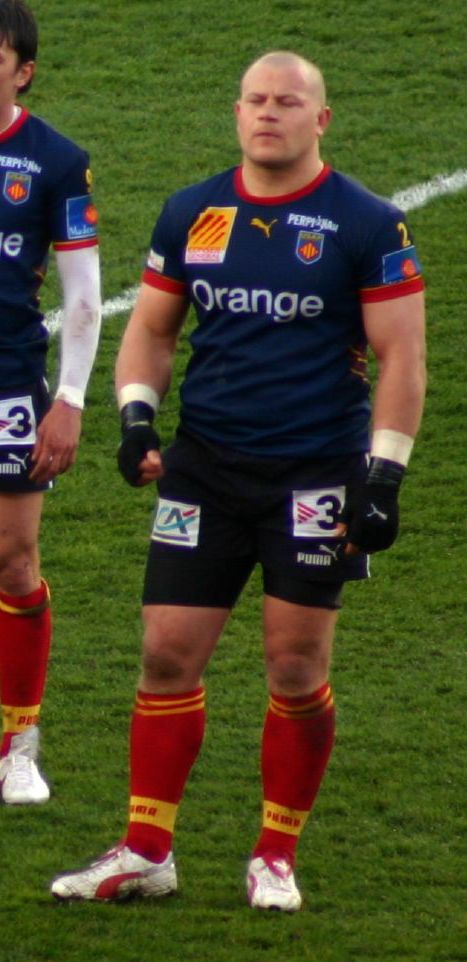
Marius Tincu
- Marian Tudori
- Karl Janik
- Wilfrid Hounkpatin
- Julio Farias Cabello
- Fero Lasagavibau
- Malakai Radikedike
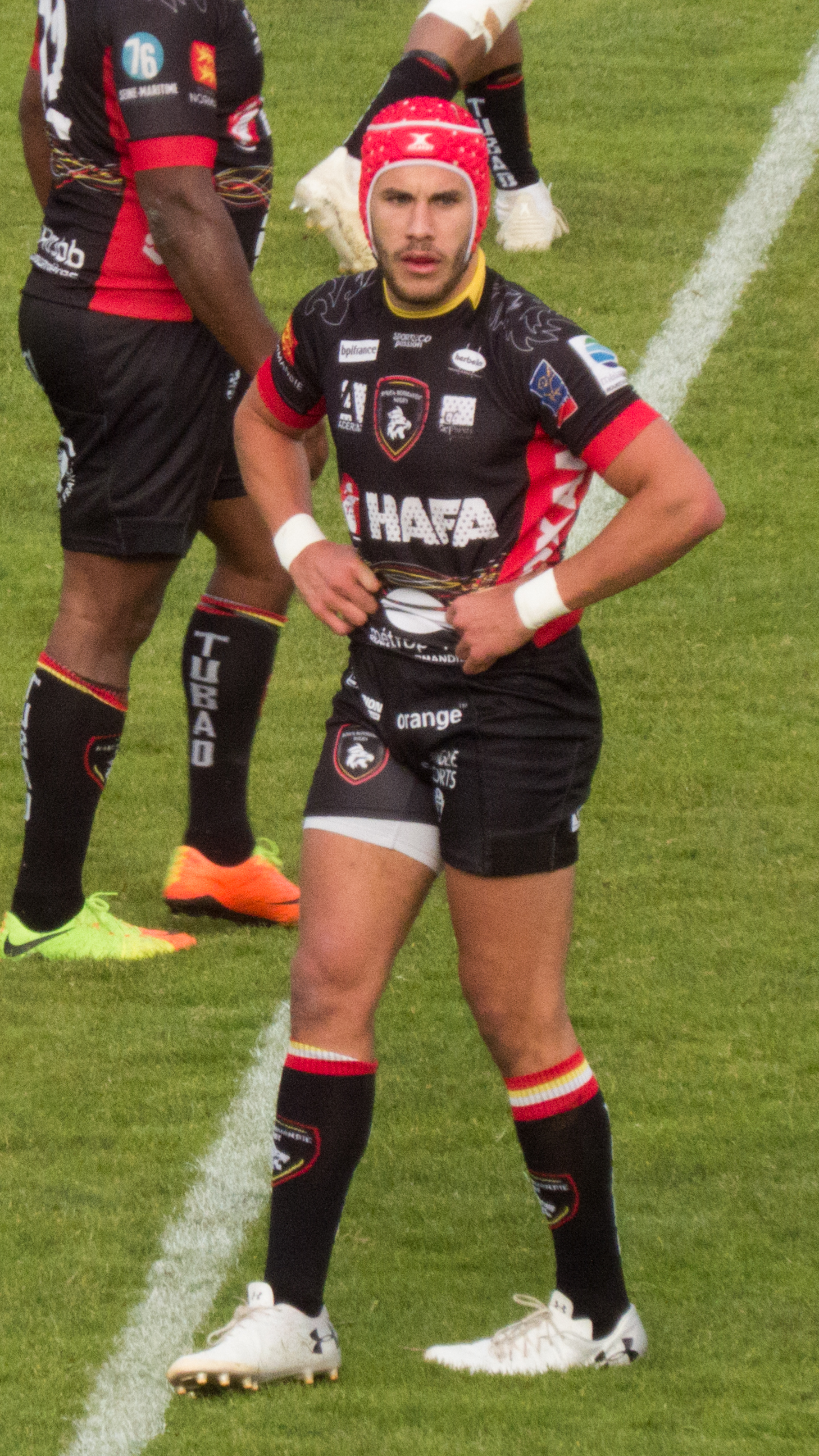
Gabin Villière
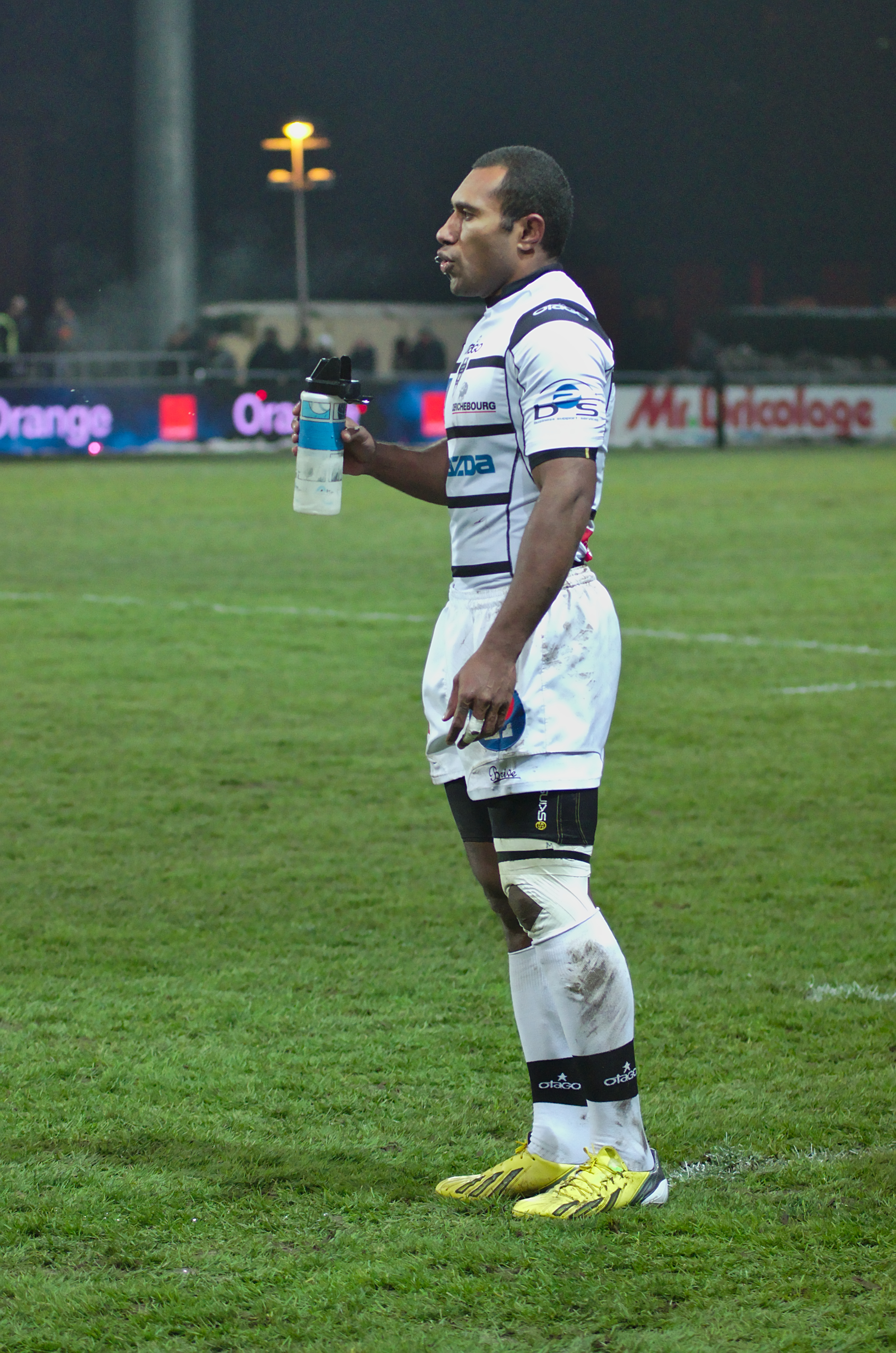
Malakai Radikedike

- Zack Henry
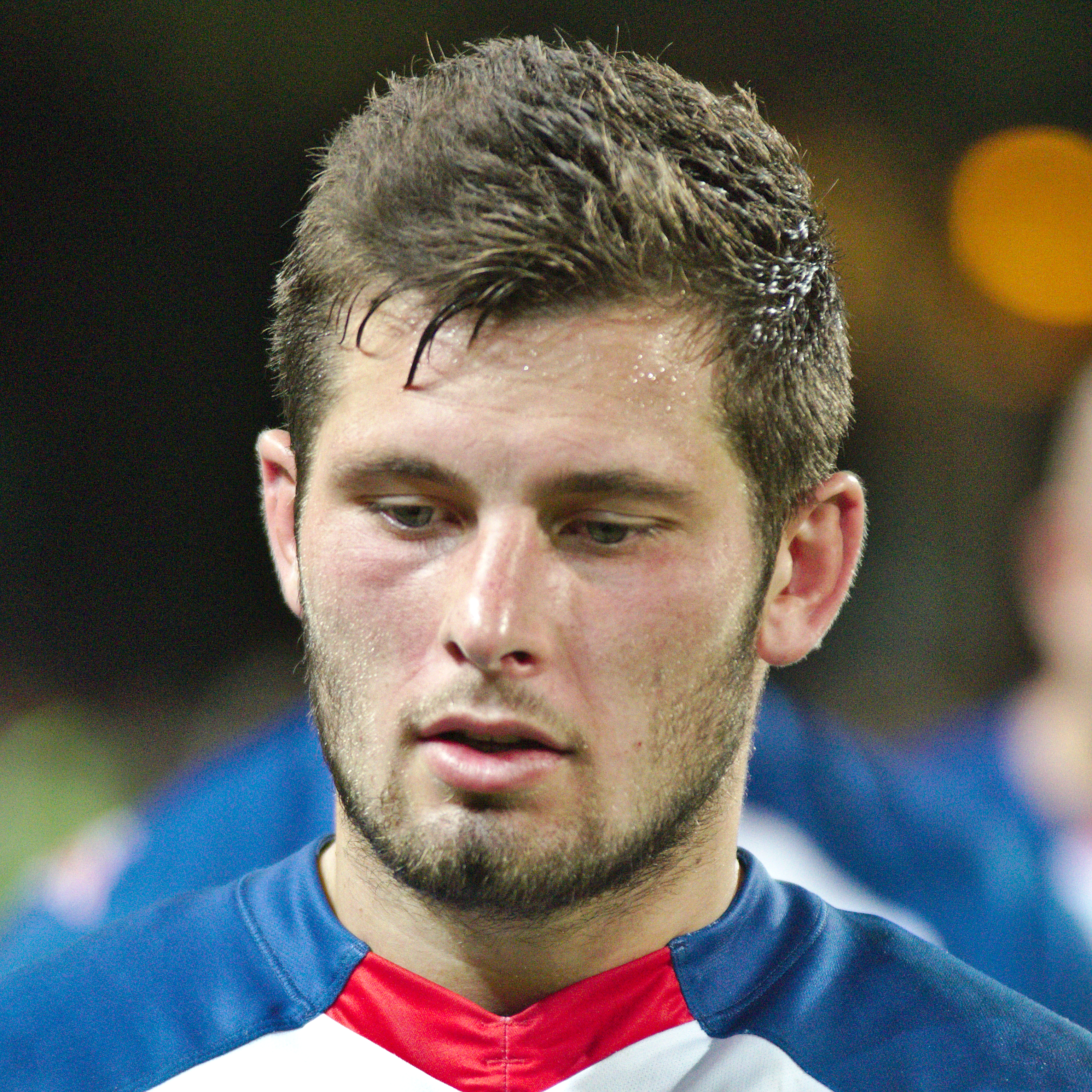
Jordan Michallet
- Valentino Mapapalangi
- Tamaz Mchedlidze
- Carl Fearns
- Ope Peleseuma
- Belgium Tuatagaloa

- Marius Tincu
- Gabin Villière
- Malakai Radikedike
- Jordan Michallet

### Entraîneurs
- 1997-????  Karl Janik
- 2013-2019 :  Richard Hill
- 2019-2020 :  Richard Hill,  PJ Gidlow (arrières),  Tom Palmer (avants) et  Na'ama Leleimalefaga (mêlée)
- 2020-2021 :  Richard Hill,  Christophe Hamacek (avants),  PJ Gidlow (arrières) et  Tom Palmer (défense & skills)
- 2021-2023 :  Nicolas Godignon,  Serge Betsen (défense),  Grégoric Bouly (mêlée),  Renaud Dulin (arrières) et  Johan Snyman (en) (avants)
- 2023[13]-2024 :  Sébastien Tillous-Borde,  André Hough (arrières),  Johan Snyman (avants)  Grégoric Bouly (mêlée),  Romain Sola (skills)
- 2024[14]- :  Jérôme Dunay,  Romain Sola (arrières),  Grégoric Bouly (avants)